# The Power of Shower
The Power of Shower è il primo album di debutto di Crazy Loop, alter ego di Dan Bălan, uscito nei primi mesi del 2008.

## Tracce
1. Crazy Loop (Mm-Ma-Ma)
2. Johanna (Shut Up)
3. Despre tine cant (part 2)
4. Uh-Ahh-Yeah
5. The 24th Letter
6. Crazy Loop (Mm-Ma-Ma) (DJ Ross Radio Club Edit)
7. Take Me Higher
8. Crazy Loop (Mm-Ma-Ma) (The Age Of Steam Remix)
9. Tango
10. Famikon
11. Love Is A Simple Thing
12. Johanna (Shut Up) (Radio Edit Alternative Option)